# Tipula (Triplicitipula) minensis
Tipula (Triplicitipula) minensis is een tweevleugelige uit de familie langpootmuggen (Tipulidae). De soort komt voor in het Palearctisch gebied.